# Всенародный День скорби (Германия)

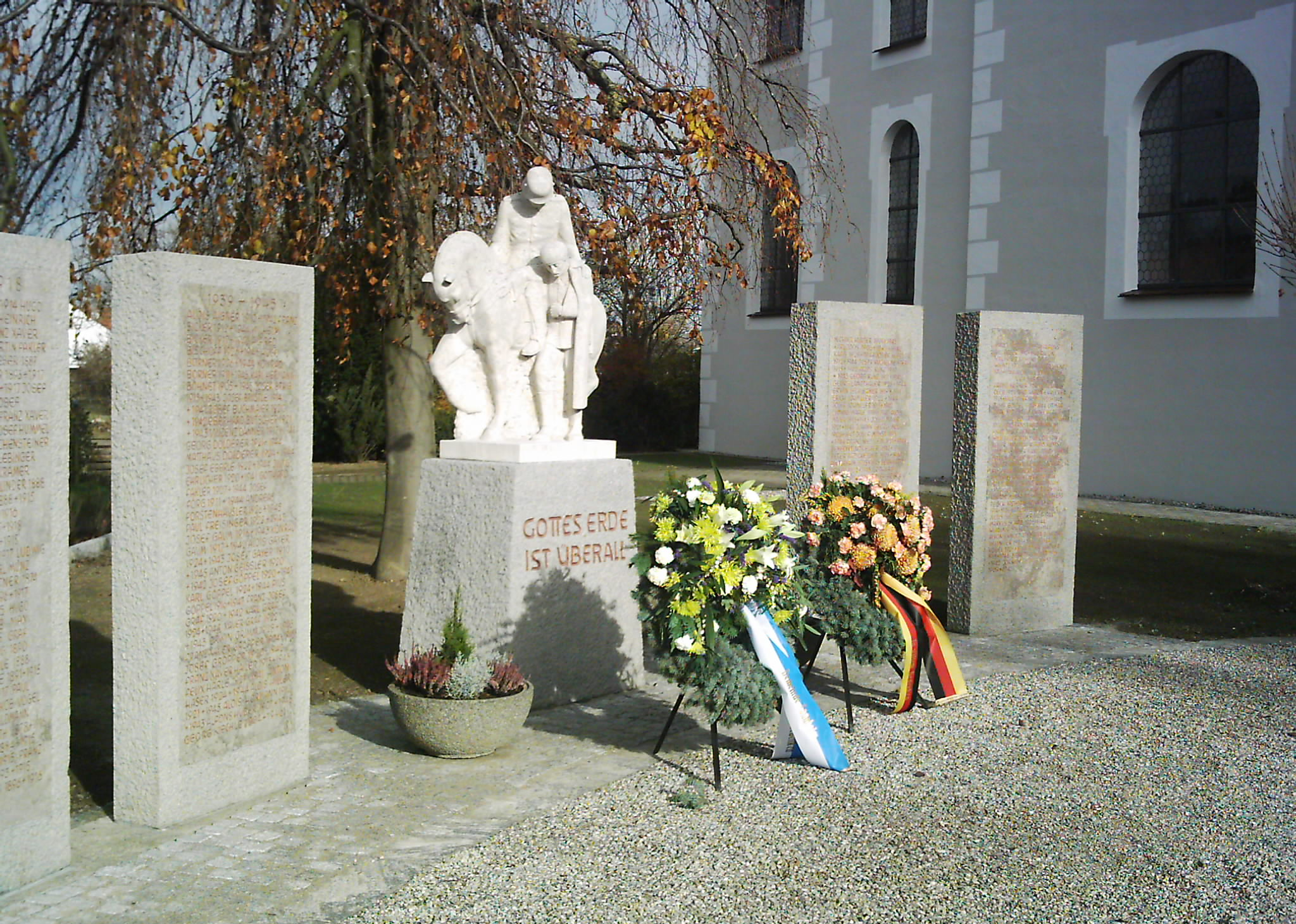
Венки у памятника павшим в Первой и Второй мировых войнах в Таннхайме (Баден-Вюртемберг)

Всенародный День скорби, День народного траура (нем. Volkstrauertag) — день памяти жертв войн и государственного насилия, который отмечается в Германии в предпоследнее воскресенье перед первым днем Адвента (с 13 по 19 ноября).

## История
В 1919 г. Народный союз Германии по уходу за военными захоронениями предложил отмечать день памяти павших в Первой мировой войне. Впервые его отметили в Рейхстаге в 1922 г., а с 1926 г. его стали отмечать по всей стране во второе воскресение Великого поста.

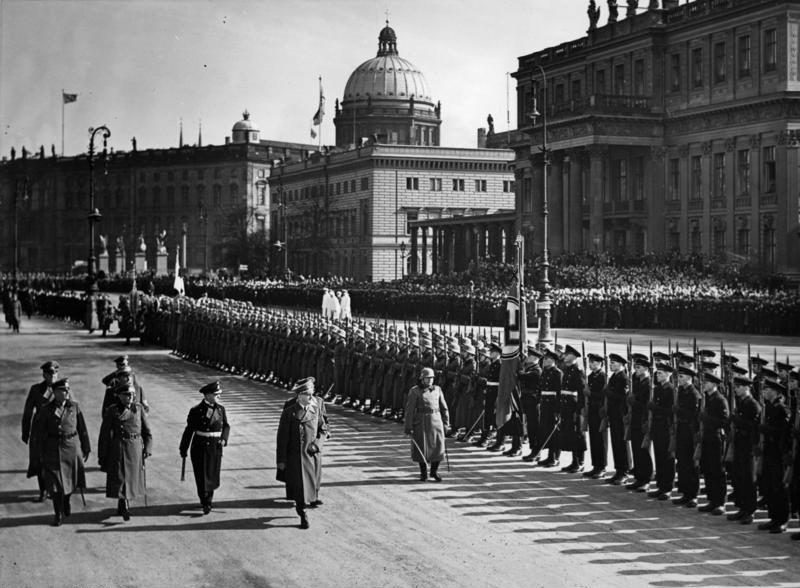
Адольф Гитлер перед строем войск в День памяти героев в 1940 г.

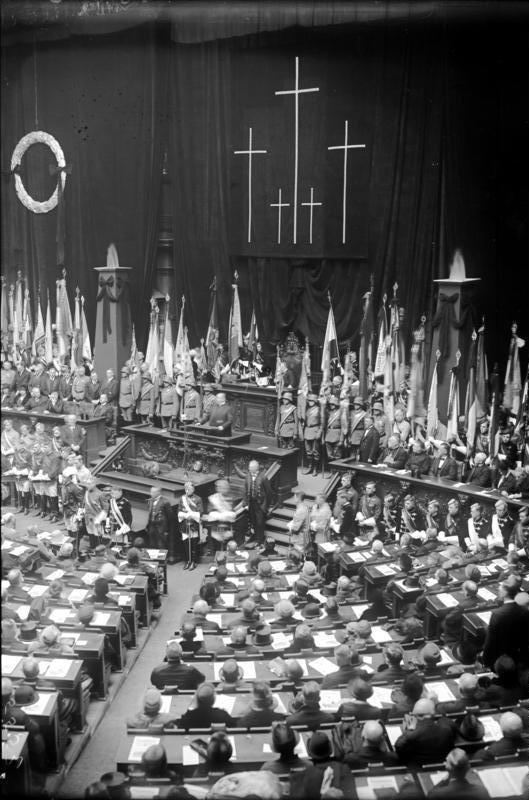
День памяти павших в Рейхстаге, 1928 г.

После прихода нацистов к власти, в 1934 году этот день был переименован в День памяти героев (Heldengedenktag), с 1939 года его стали отмечать 16 марта, последний раз его отметили в 1945 году.
С 1948 года в Западной Германии снова стали отмечать Всенародный День скорби, теперь уже по жертвам как Первой мировой, так и Второй мировой войн, а с 1952 года его стали отмечать в предпоследнее воскресение перед первым днем Адвента, когда по традиции полагается думать о смерти, времени и вечности. Теперь он был посвящён не только жертвам войн, но и жертвам государственного насилия.
В этот день Президент Германии произносит речь в присутствии членов правительства и иностранных дипломатов. После этого звучит Гимн Германии и песня «Der gute Kamerad». Во всех населенных пунктах к мемориалам торжественно возлагаются венки.